# 石山棕
石山棕（学名：Guihaia argyrata）为棕榈科石山棕属下的一个种。

## 扩展阅读
- 維基物種上的相關：石山棕